# Казорцо-Монферрато
Казорцо-Монферрато (итал. Casorzo Monferrato) — коммуна в Италии, располагается в регионе Пьемонт, в провинции Асти.
Население составляет 667 человек (2008 г.), плотность населения составляет 53 чел./км². Занимает площадь 13 км². Почтовый индекс — 14032. Телефонный код — 0141.
Покровителем коммуны почитается  священномученик Викентий Сарагосский, празднование 22 января.

## Демография
Динамика населения:

## Администрация коммуны
- Официальный сайт: